# Diecézní biskup
Diecézní biskup či eparchiální biskup je biskup spravující konkrétní existující diecézi/eparchii.

## Diecézní biskup v římskokatolické církvi
V římskokatolické církvi rozlišujeme sídelního biskupa u diecézí příslušejících k nějaké církevní provincii a vyňatého biskupa u diecézí spadajících přímo pod apoštolský stolec.

### Jmenování diecézního biskupa
Proces jmenování nového diecézního biskupa za normálních okolností určují Normy pro promoce do biskupské služby v latinské církvi z roku 1972 a Kodex kanonického práva z roku 1983 (kánony 364, 377 a 378). 
Apoštolský nuncius požádá biskupy místní církve, aby mu vyjmenovali asi 50 tzv. konzultorů (duchovních i laiků), z jejichž doporučení vzejde pořadník tří jmen. Všichni zúčastnění jsou vázáni služebním papežským tajemstvím (lat. sub secreto pontificio). Papež vybírá z navržených kandidátů, avšak pořadník pro něj není závazný, může jej změnit. Nunciatura poté tajně kontaktuje vybraného kandidáta a zeptá se ho, zda funkci přijímá (v případě, že kandidát ze závažných důvodů odmítne, postupuje se dál podle pořadníku).
Biskupem diecéze se stává dotyčný po složení vyznání víry a přísahy věrnosti Apoštolskému stolci vyhlášením jmenování. Pak se již může kanonicky ujmout řízení diecéze. Pro tento akt se vyžaduje jasné liturgické gesto: usednutí na biskupský stolec (trůn) ve vlastní katedrále. Pokud dotyčný ještě není biskupem, jsou mu některé pravomoce (např. svěcení kněží) odepřeny, respektive vykonával by je neplatně, až do okamžiku jeho vlastního biskupského svěcení.

## Pravoslavný eparchiální biskup
Pravoslavné církve mají sídelní, neboli eparchiální biskupy a titulární biskupy obdobně, jako v katolické církvi. Eparchie je okrsek, za který biskup zodpovídá.
Kandidát na biskupa přijímá choritonii a je uveden do úřadu usazením na katedru v katedrále. 

## Diecézní biskup v jiných církvích
Úřad diecézního biskupa existuje také v jiných církvích, které mají episkopální zřízení – např. v církvích anglikánských nebo v některých církvích luterských.